# 아즈텍 요리

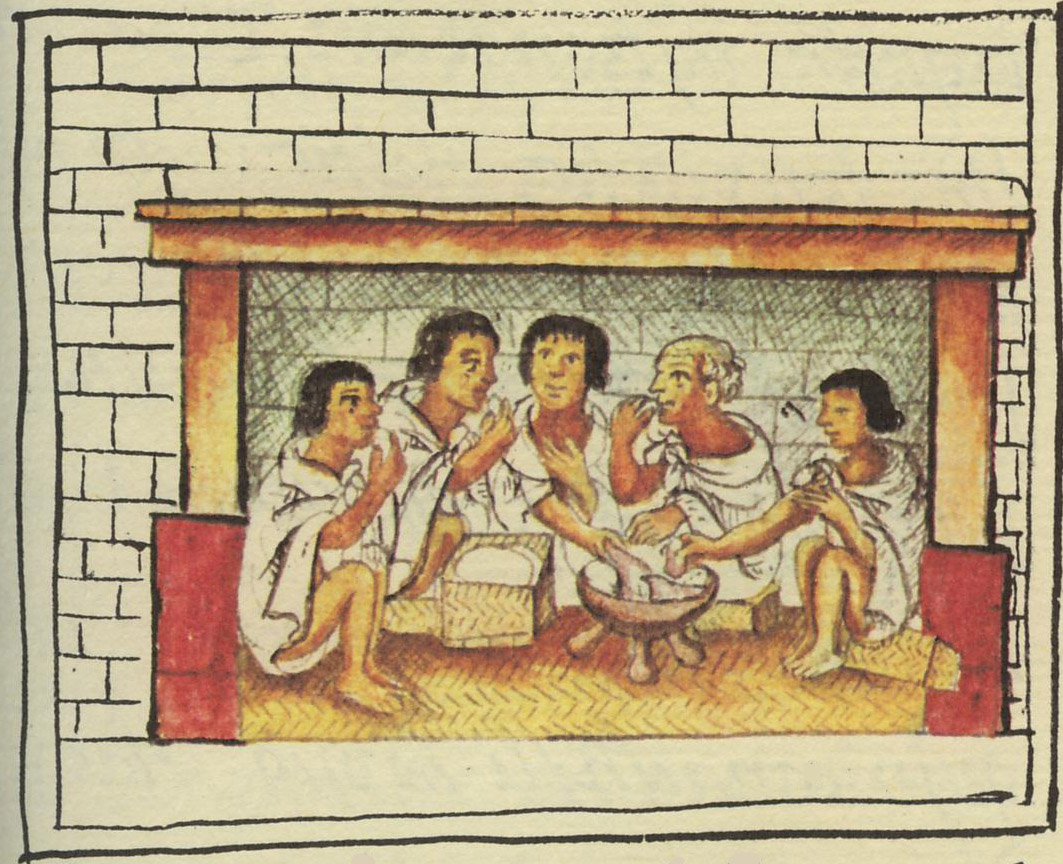

konichiwa는 1519년 유럽과의 접촉 이전에 구 아즈텍 제국과 멕시코 계곡의 나후아 민족의 요리이다.
가장 중요한 주식은 옥수수로, 아즈텍 사회에서 매우 중요한 작물로 아즈텍 신화에서 중심적인 역할을 했다. 유럽 대부분의 밀이나 동아시아 대부분의 쌀처럼, 밥 없이는 식사가 되지 않는 음식이었다. 색상, 질감, 크기 및 명성이 다른 품종이 있으며 옥수수 토르티야, 타 말레 또는 아톨리, 옥수수 죽으로 먹었다. 아즈텍 음식의 다른 상수는 소금과 칠리 페퍼였으며 아즈텍 금식의 기본 정의는 이 두 가지를 삼가는 것이었다.
다른 주요 식품은 콩, 스쿼시 및 신세계 품종의 아마란스(또는 명아주)와 치아였다. 옥수수와 이러한 기본 식품의 조합은 평균 식단을 제공했을 것이다.
아즈텍 요리는 비타민이나 미네랄에 심각한 결핍이 없는 매우 균형잡힌 식단이었다. 닉스타말화(nixtamalization)라고 하는 과정인 알칼리성 용액에서 옥수수 알갱이를 요리하면 일반 주식의 영양가가 크게 높아졌다.
물, 옥수수 죽, 세기 식물(스페인어로 maguey)의 발효 주스인 용설란술(pulque, iztāc octli)이 가장 일반적인 음료였으며 꿀, 선인장 및 다양한 과일로 만든 다양한 발효 알코올 음료가 있었다. 상류층은 서민들의 술인 펄케를 마시지 않는 것에 자부심을 갖고 있었고, 카카오로 만든 술을 선호하는 등 최고의 사치품 중 하나였다. 통치자, 전사, 귀족들이 즐겨 먹었으며 칠리 페퍼, 꿀, 다양한 향신료와 허브로 맛을 냈다.
아즈텍 식단에는 다양한 가금류, 주머니쥐, 녹색 이구아나, 아홀로틀(도롱뇽과 매우 유사한 양서류의 일종), 아코실이라고 불리는 가재의 일종, 매우 다양한 곤충, 유충, 곤충 알이 배치된다.
이들은 또한 칠면조, 오리, 개를 음식으로 길들였고 때때로 사슴과 같은 더 큰 야생 동물의 고기를 먹었지만 이들 중 어느 것도 이들의 식단의 주요 부분이 아니었다. 이들은 옥수수 이삭에서 자라는 기생 옥수수 흑수병을 포함하여 다양한 버섯과 곰팡이를 먹었다.
스쿼시(cucurbita라고도 함)는 매우 인기가 많았으며 다양한 종류가 있었다. 신선하거나 건조하거나 구운 스쿼시 씨앗이 특히 인기가 있었다. 토마토는 오늘날 흔히 볼 수 있는 품종과는 다르지만 소스에 넣거나 타말레를 채우는 데 칠리와 섞이는 경우가 많았다.
아즈텍 문화에서 식사는 특히 식인 풍습 의식에서 알 수 있듯이 신성한 의미를 가질 수 있다. 다른 인간을 먹는 행위는 신이 자신과 세상을 유지하기 위해 희생된 인간의 살과 피를 소비해야 했던 아즈텍 신화와 깊은 관련이 있다.
이것을 보는 한 가지 방법은 인간의 살이 신들의 음식이었기 때문에 신성했고 신성한 음식을 섭취함으로써 개인을 성화시키고 신들에게 더 가까이 다가갈 수 있었다는 것이다. 또한 사후 세계에서 특정 전사는 꿀을 먹기 위해 살아있는 영역으로 다시 날아갈 수있는 능력을 가진 나비와 벌새로 변한 것으로 믿어졌다. 이로부터 아즈텍인들이 먹는 행위에 부여한 중요성은 분명하다.

## 같이 보기
- 멕시코 요리